# العلة (بعدان)

تعديل مصدري - تعديل

العلة هي إحدى قرى عزلة بني منصور بمديرية بعدان التابعة لمحافظة إب، بلغ تعداد سكانها 134 نسمة حسب تعداد اليمن لعام 2004.